# جان برووت
جان برووت (به انگلیسی: John Browett) (متولد ۱۹۶۳) نایب رئیس ارشد بخش خرده‌فروشی در شرکت اپل است و مستقیماً به تیم کوک گزارش می‌دهد. برووت پس از رون جانسون عهده‌دار این مسئولیت شد. برووت در ژانویه ۲۰۱۲ و پس از خروج از خرده‌فروشی دیکسونز در سال ۲۰۰۷ به اپل پیوست.

## اخراج از اپل
جان برووت پس از تغییرات در سطح کلان مدیریتی در شرکت اپل در اکتبر ۲۰۱۲، از شرکت اپل اخراج شد.